# Sedze-Maubecq
Sedze-Maubecq is een gemeente in het Franse departement Pyrénées-Atlantiques (regio Nouvelle-Aquitaine) en telt 190 inwoners (2005). De plaats maakt deel uit van het arrondissement Pau.

## Geografie
De oppervlakte van Sedze-Maubecq bedraagt 7,7 km², de bevolkingsdichtheid is 24,7 inwoners per km².
De onderstaande kaart toont de ligging van Sedze-Maubecq met de belangrijkste infrastructuur en aangrenzende gemeenten.

## Demografie
Onderstaande figuur toont het verloop van het inwonertal (bron: INSEE-tellingen).